# 虚拟哈肯猜想
拓撲學中的虚拟哈肯猜想（英語：Virtually Haken conjecture），是指緊緻可定向不可約3維流形，若有無限基本群，就是virtual哈肯（virtually Haken）的，即有一個有限覆蓋（有限對一的覆蓋空間）是哈肯流形。
通常認為這個猜想是Friedhelm Waldhausen在一篇1968年的論文最先提到，雖然他未在文中正式寫出。卡比的問題集，將這個猜想正式寫出為問題3.2。
幾何化猜想由格里戈里·佩雷爾曼證明了之後，virtual哈肯猜想只剩下雙曲3-流形待證。
2012年3月12日，Ian Agol在亨利·龐加萊研究所的學術報告講課中提出了這個猜想的證明。隨後在該研究所的3-流形中的浸入曲面工作坊中，他在3月26和28日講了三堂課描述證明大綱。他已發出所宣稱的證明的預印本。他的證明是基於Kahn和Markovic的曲面子群猜想的證明，Daniel Wise證明Malnormal Special Quotient定理時得到的結果，以及Bergeron和Wise的群的cubulation結果。